# François de Pélichy
Pour les articles homonymes, voir Pélichy.
François Joseph Marie Thérèse, baron de Pélichy de Lichtervelde, né le 22 juin 1772 à Bruges et mort le 24 novembre 1844 à La Haye, est un juriste et homme politique néerlandais, ministre d'État.

## Mandats et fonctions
- Directeur général du culte catholique romain : 1830-1843
- Ministre du culte catholique romain : 18 octobre 1843-24 novembre 1844
- Ministre d'État : 31 mars 1842-24 novembre 1844